# Miletice (Černuc)
Miletice jsou vesnice, část obce Černuc v okrese Kladno ve Středočeském kraji.

## Název
Název Miletice je zřejmě odvozen od dříve běžně používaného osobního jména Mileta.

## Historie
První písemná zmínka o vesnici pochází z roku 1337. Podle jiných zdrojů první písemná zmínka pochází z roku 1328, kdy za vlády Jana Lucemburského získaly Miletice jeptišky kláštera svatého Jiří na Pražském hradě. V minulosti také patřily Budyni (14. století) a Janu Vlkovi, rytíři z 15. století. V 17. století připadly Miletice Zvoleněvsi.
Miletice jsou také známé kvalitním pískovcem, který se později začal dovážet do nedalekých skláren v Otvovicích. Elektřina zde byla zavedena již v roce 1908, z důvodu velké prosperity zdejší obce díky mlátícímu spolku. Naopak tři kilometry vzdálená Loucká měla zavedenou elektřinu vůbec jako poslední z celé republiky a to až v roce 1949.

## Obyvatelstvo
| Rok            | 1869 | 1880 | 1890 | 1900 | 1910 | 1921 | 1930 | 1950 | 1961 | 1970 | 1980 | 1991 | 2001 | 2011 | 2021 |
| -------------- | ---- | ---- | ---- | ---- | ---- | ---- | ---- | ---- | ---- | ---- | ---- | ---- | ---- | ---- | ---- |
| Počet obyvatel | 387  | 440  | 420  | 475  | 457  | 467  | 426  | 305  | 276  | 260  | 228  | 180  | 179  | 206  | 188  |
| Počet domů     | 54   | 60   | 62   | 71   | 73   | 87   | 93   | 96   | 81   | 82   | 75   | 81   | 81   | 83   | 84   |

## Obecní správa
Při sčítání lidu v letech 1850–1964 Miletice byly samostatnou obcí, se kterým patřily nejprve do okresu Slaný, ale v letech 1921–1950 v okrese Kralupy nad Vltavou a od roku 1960 v okrese Kladno. Od 14. června 1964 jsou částí obce Černuc v okrese Kladno.

## Pamětihodnosti
- kaplička Panny Marie z roku 1894